# Heliconius ricini
Espèce
Heliconius ricini est un insecte lépidoptère appartenant à la famille des Nymphalidae, à la sous-famille des Heliconiinae et au genre Heliconius.

## Taxinomie
Heliconius ricini a été décrit par Carl von Linné en 1758 sous le nom initial de Papilio ricini.

### Sous-espèces
- Heliconius ricini ricini; présent au Surinam et Guyane.
- Heliconius ricini  insulanus (Stichel, 1909); présent à Trinité-et-Tobago[1].

### Nom vernaculaire
Heliconius ricini se nomme Ricini Longwing en anglais.

## Description
Heliconius ricini est plus petit que les autres  Heliconius avec des antennes courtes, un corps fin et aux ailes antérieures allongées à bord interne concave.
Le dessus est de couleur noire avec aux ailes antérieures deux barres jaune dont une sépare l'apex du reste de l'aile, et aux ailes postérieures une flaque rouge ne laissant qu'une bande boire le long du bord externe.
Le revers présente la même ornementation aux ailes antérieures, les ailes postérieures sont noires.

## Biologie

### Plantes hôtes
Les plantes hôtes de sa chenille sont des Granadilla (Passifloraceae).

## Écologie et distribution
Heliconius ricini est présent à Trinité-et-Tobago, au Surinam, en Guyana, en Guyane et dans le nord du Brésil,,.

### Biotope
Heliconius ricini réside dans la savane.

## Protection
Pas de statut de protection particulier.